# Philodendron vinaceum
Philodendron vinaceum är en kallaväxtart som beskrevs av George Sydney Bunting. Philodendron vinaceum ingår i släktet Philodendron och familjen kallaväxter. Inga underarter finns listade.